# Portret małżonków Arnolfinich

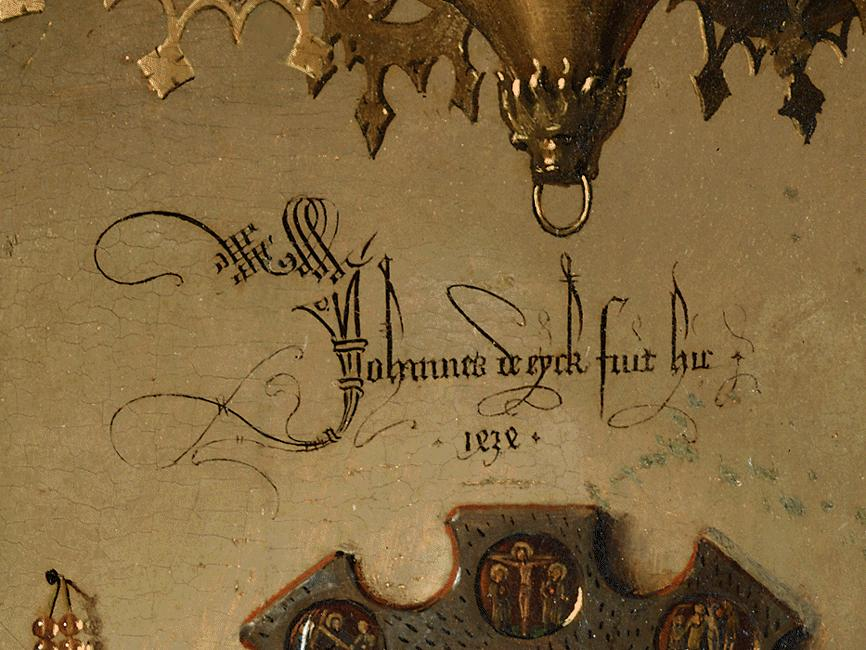
Inskrypcja (fragment obrazu)

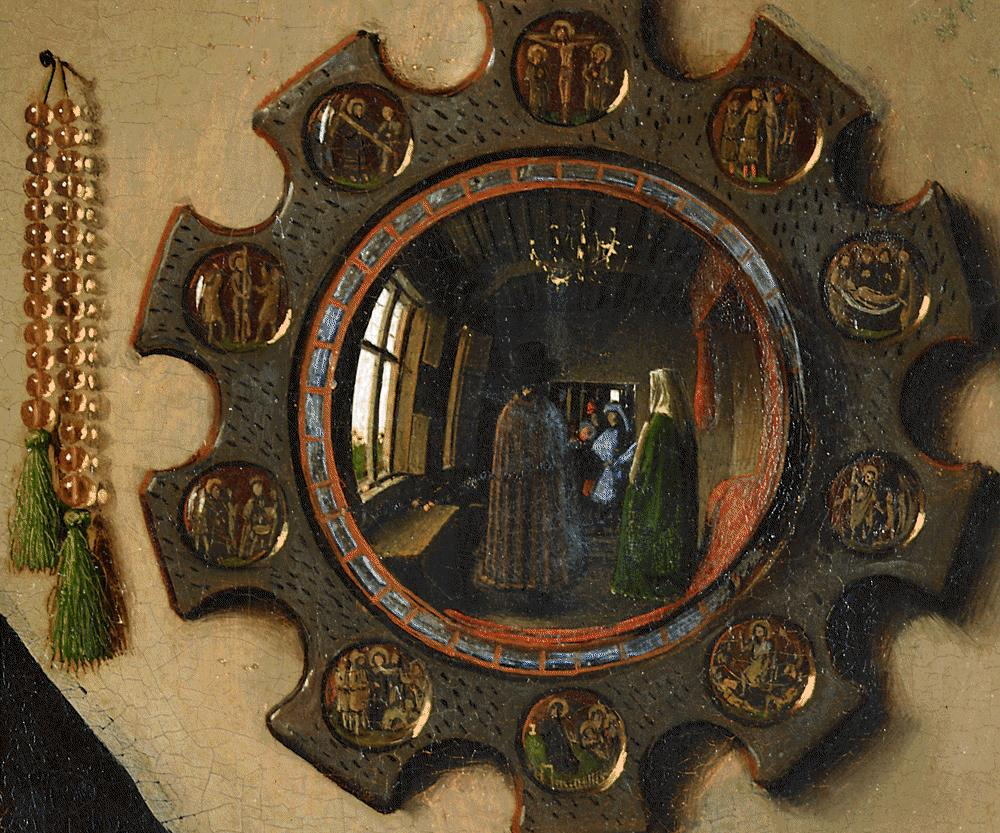
Wypukłe lustro (fragment obrazu)

Portret małżonków Arnolfinich (niderl. Portret van Giovanni Arnolfini en zijn vrouw) – obraz namalowany przez Jana van Eycka w 1434 w technice olejnej na desce. Dzieło przechowywane jest w National Gallery w Londynie. Inskrypcja nad lustrem głosi: Johannes de eyck fuit hic / 1434 (Jan van Eyck był tutaj / 1434).

## Opis
Obraz przedstawia ceremonię składania przysięgi małżeńskiej. Giovanni di Nicolao Arnolfini, kupiec włoski z Lukki, i jego żona Giovanna Cenani stoją we wnętrzu mieszkania oświetlanego światłem wpadającym przez okno z lewej strony. Kobieta wysoko unosi bogato fałdowaną suknię (nie jest w ciąży). Po prawej znajduje się łoże pod baldachimem, a na ścianie z tyłu charakterystyczne okrągłe i wypukłe lustro, w którym można dostrzec także świadków zaślubin (w tym samego artystę). W tym czasie małżeństwo było sakramentem, które nie wymagało obecności kapłana. Niektórzy badacze twierdzą, iż obraz nie miał uwiecznić ceremonii zaślubin. Gest Arnolfiniego tłumaczą jako pozdrowienie osób, które pojawiają się w progu drzwi i które zobaczyć można w odbiciu w lustrze.
Owo wypukłe zwierciadło jest środkiem artystycznym, dzięki któremu przestrzeń obrazu została rozciągnięta. Lustro ukazuje nie tylko widok z innej perspektywy, ale także jest nośnikiem dodatkowych informacji – dzięki niemu dowiadujemy się o dwóch innych osobach uczestniczących w scenie. Taki chwyt był potem wielokrotnie naśladowany, m.in. cztery lata później przez Roberta Campina, który umieścił podobne lustro w Tryptyku Werla (1438, Prado, Madryt), a w nim odbicie własne i swojego pomocnika.
Przedmioty wyobrażone na obrazie mają znaczenie symboliczne:
- Owoce leżące na stole i parapecie okna symbolizują czystość i niewinność, jaka istniała w raju przed grzechem pierworodnym[6].
- Pies to symbol wierności małżeńskiej.
- Patynki (widoczne są na pierwszym planie, a także w tle, przy ławie) stanowią odniesienie do Starego Testamentu: (...) Zdejm sandały z nóg, gdyż miejsce, na którym stoisz, jest ziemią świętą (Wj 3, 4-5). Oznacza to, że zwykłe mieszkanie zostało uświęcone przez dokonujący się w jego wnętrzu sakrament.
- Świeca jest zapalona, mimo iż w środku pokoju jest widno, dzięki światłu padającemu z okna. To dlatego, że płomień świecy nie spełnia tutaj funkcji praktycznej, ale jest symbolem obecności Chrystusa.
- W tle pokoju widać dwie drewniane figurki świętej Katarzyny, patronki dziewic i św. Małgorzaty, jednej z Czternastu Świętych Wspomożycieli, mającej chronić od bólów porodowych (dama jest pomiędzy tymi figurkami – tj. przechodzi od dziewictwa do stanu matki).
- Różaniec z bursztynów – wstrzemięźliwość, czystość.
- Miotełka – czystość.
- Lustro – symbol czystości.
- Czerwone łoże – symbol aktu miłości i zjednoczenia się małżonków.

Jan van Eyck uwiecznił Giovanniego Arnolfiniego również na portrecie z ok. 1435 roku (Staatliche Museen zu Berlin).
Przez lata obraz był powodem do wielu sporów prowadzonych przez badaczy z całego świata. Podawano w wątpliwość zarówno dotychczasową interpretację obrazu, jak i tożsamość osób sportretowanych.